# هولدن (میزوری)
هولدن (به انگلیسی: Holden) یک شهر در ایالات متحده آمریکا است که در شهرستان جانسون، میزوری واقع شده‌است. هولدن ۶٫۲۷ کیلومتر مربع مساحت و ۲٬۲۵۲ نفر جمعیت دارد و ۲۶۰ متر بالاتر از سطح دریا قرار دارد.